# 8 × 59 mm RB Breda
La 8 × 59 mm RB Breda è una cartuccia da mitragliatrice prodotta in Italia ed impiegata dal Regio Esercito dalla Guerra d'Etiopia a quella di Spagna.

## Storia
Durante la Grande Guerra, il Regio Esercito aveva impiegato la munizione in calibro 6,5 × 52 mm Carcano, oltre che sui fucili anche sulla FIAT-Revelli Mod. 1914. Nonostante gli ovvi benefici di standardizzazione e approvvigionamento, tale calibro si era rivelato troppo debole per l'uso con le mitragliatrici. Negli anni '20 così furono testate diverse munizioni di calibro 7 ed 8 millimetri. Nel 1935 infine fu approvata la munizione da 8 x 59 millimetri, che sarà l'ordinanza delle mitragliatrici italiane nella Guerra d'Etiopia, nella Guerra di Spagna (dove verrà prodotta su licenza) e della seconda guerra mondiale. Venne prodotta anche in Austria su commessa italiana.

## Tecnica
Il bossolo è in ottone o, durante la guerra, in acciaio, con forma a bottiglia, del tipo rebated rim (da cui l'acronimo RB); quest'ultimo termine significa che il diametro del fondello è inferiore al diametro della base della cartuccia. La carica è in nitrocellulosa. 
Erano disponibili i seguenti tipi di cartuccia:
- a palla: pallottola in piombo, incamiciata in ottone, ma durante la guerra anche in acciaio verniciato o parkerizzato.
- tracciante: con punta verniciata di rosso.
- perforante M35: pallottola con anima in acciaio cromato, bossolo in ottone; riconoscibile dalla P impressa sul fondello.
- perforante M39: pallottola con anima in acciaio cromato; riconoscibile dal bossolo in acciaio verniciato nero.
- incendiaria: con punta verniciata di azzurro.
- inerte da istruzione "con sonaglio": per evitare confusione con la munizione da guerra, invece della polvere ha all'interno del bossolo delle biglie di metallo che la rendono riconoscibile alla manipolazione.

Erano camerate per questa munizione le mitragliatrici Fiat Mod. 14/35 e le più diffuse Breda Mod. 37 e la sua versione veicolare Breda Mod. 38.
Con i suoi 4059 Joule di potenza questa munizione era in grado di perforare anche piccole piastre di metallo, fino a 11mm di acciaio omogeneo non indurito o coibentato, a 90° a 100 m, ed era quindi (nel 1935) ritenuta anche apportatrice di una buona capacità controcarro. Proprio per questo motivio venne inserita con parecchie armi in ogni progetto di carro della fine degli anni '30. Ironia della sorte nel secondo conflitto mondiale praticamente nessun avversario dell'Italia aveva carri armati con questi valori di corazza (diffusi però ancora in diversi autoblindo), mentre essi erano diffusi, specie nei carri L, italiani. Quindi le Breda catturate furono estesamente impiegata dai britannici (specie la S.A.S.), malgrado essi avessero mitragliatrici migliori per altre caratteristiche (rateo di fuoco, affidabilità), proprio come armi anticarro ausiliarie.